# لیامین موکداد
لیامین موکداد (انگلیسی: Liamine Mokdad؛ زادهٔ ۲۱ مهٔ ۲۰۰۰) بازیکن فوتبال است.